# El anillo
El anillo è un singolo della cantante statunitense Jennifer Lopez, pubblicato il 26 aprile 2018.

## Video musicale
Il videoclip, diretto da Santiago Salviche, è stato pubblicato il 27 aprile 2018 sul canale Vevo-YouTube della cantante. Il protagonista maschile del video che affianca la Lopez è l'attore spagnolo Miguel Ángel Silvestre, tra i protagonisti della serie televisiva Sense8.

## Classifiche
| Classifica (2020)             | Posizione massima |
| ----------------------------- | ----------------- |
| Bolivia                       | 14                |
| Cile                          | 58                |
| Ecuador                       | 17                |
| Honduras                      | 20                |
| Messico                       | 50                |
| Nicaragua                     | 9                 |
| Panama                        | 5                 |
| Repubblica Dominicana         | 15                |
| Spagna                        | 9                 |
| Stati Uniti                   | 110               |
| Stati Uniti (Hot Latin Songs) | 12                |
| Svizzera                      | 93                |